# قدیمی دشت آهو
بنای قدیمی دشت آهو مربوط به دوره صفوی است و در شهرستان کهگیلویه، روستای دشت آهو واقع شده و این اثر در تاریخ ۲ بهمن ۱۳۸۲ با شمارهٔ ثبت ۱۰۷۸۲ به‌عنوان یکی از آثار ملی ایران به ثبت رسیده‌است.